# مستشفيات جامعة المنوفية
مستشفيات جامعة المنوفية هي مجموعة من المستشفيات الجامعية التابع لكلية الطب جامعة المنوفية.

## النشأة
تم اتخاذ القرارات رقم 301 و302 و303 لسنة 1988 بانشاء مستشفيات جامعة المنوفية وقد بدء العمل الفعلى للمستشفيات الجامعية سنة 1994 لما تمثلة المستشفيات من قيمة لمساهمتها في تقديم خدمات صحية وتعليمية وبحثية راقية تليق بجميع أبناء المجتمع وكان القرار بان يكون موقعها بالمجمع الطبى بجوار كلية الطب ومعهد الكبد القومى.

## المستشفيات
تشمل المستشفيات على 22 قسم موزعة على:

### مستشفي الطوارئ والحالات الحرجة
تتكون من 4 طوابق بجانب الدور الارضى وتضم 220 سرير والاقسام الاتية تم افتتاح المستشفي عام 2002 وتضم المستشفي أربعة طوابق بجانب الدور الأرضي وتشمل المستشفي عدد أسرة 220 سريرا، ومساحة المبني حوالي 2145 متر مسطح.

### المستشفي الرئيسي
تتكون المستشفي الرئيسي من سبعة أدوار وعدد اسرة 296 سرير وتبلغ مساحتها 1560 متر مسطح و11 قسم ويشغل الاسرة التعليمية بالجناح الشرقى من كلية الطب، وتضم هذه المستشفى الأقسام العلمية والتى تقوم بواجب الخدمة العلاجية، والعملية والتعليمية لطلاب كلية الطب وطلاب الدراسات العليا، وكذلك النشاط البحثي والذي ينعكس أثره المثمر علي قطاعى العلاج والتعليم. والأقسام العلمية التي تتبع المستشفي يوجد أغلبها بمبني المستشفي الرئيسي ويوجد بعضها نظرا لطبيعة عمله في مستشفي الطوارئ والحالات الحرجة والمستشفي التخصصي.
تضم المستشفي الرئيسي الوحدات المتخصصة التالية:
- وحدة الغسيل الكلوي.
- وحدة مناظير الجهاز الهضمي لقسم الباطنة العامة
- وحدة تفتيت حصوات المسالك البولية.

وأقسام المستشفي الرئيسي هي:
- قسم أمراض الباطنة العامة.
- قسم أمراض القلب والأوعية الدموية.
- قسم الأمراض الجلدية والتناسلية وأمراض الذكورة.
- قسم جراحة العظام.
- قسم جراحة المسالك البولية.
- قسم الأنف والأذن والحنجرة.
- قسم طب وجراحة العيون.
- قسم التخدير.
- قسم الطب الشرعي والسموم الإكلينيكية.
- قسم الأشعة التشخيصية.
- قسم الباثولوجيا الإكلينيكية.

### المستشفي التخصصي
المستشفي تتكون من عشرة طوابق وتشتمل على 455 سرير وتضم قسم الأطفال والوحدات الخاصة به، كما وغرف العلاج الفندقي بالدور الثالث والرابع وهي عبارة عن (16) غرفة لكل غرفة حمام داخلي، حيث تتكون كل غرفة من (2) سرير. ويضم الدور الثالث قسم التوليد وأمراض النساء والوحدات الخاصة به. وضم الدور الأول العيادات الخارجية، ويضم الدور الثاني أقسام الباطنة الخاصة (قسم الأمراض الصدرية – قسم الأمراض المتوطنة وأمراض الكبد – قسم الأمراض النفسية والعصبية).

### مستشفي علاج الأورام
تم افتتاح المستشفى في عام 1998، وتضم حوالي 80 سرير تقع المستشفى في أربعة طوابق في جناحين شرقي وغربي>

### مستشفي منشأة سلطان
تتكون المستشفى من خمسة طوابق و 2 مبنى مجاور وتضم 120 سرير.